# Йохан II фон Насау
Йохан фон Насау (на немски: Johann von Nassau-Wiesbaden-Idstein; * ок. 1360; † 23 септември 1419, Ашафенбург) от Дом Насау (Валрамска линия), е от 1397 до 1419 г. като Йохан II курфюрст и архиепископ на Майнц.

## Произход
Той е най-малкият син на граф Адолф I фон Насау-Висбаден-Идщайн († 1370) и съпругата му Маргарета фон Нюрнберг († 1382), дъщеря на бургграф Фридрих IV фон Нюрнберг от род Хоенцолерн.

## Управление
Йохан ходи на училище в Унгария. През 1390 г. той е домхер в Майнц.
Йохан е брат на архиепископа на Майнц Адолф I († 1390). Два пъти той губи след това изборите за архиепископи. Затова той отива до Рим през 1396 г. при папата. С помощта на пфалцграф Рупрехт II на 26 януари 1397 г. папа Бонифаций IX го номинира като Йохан II за архиепископ на Майнц.

## Участие в изборите за римски крал
На кралските избори на 22 май 1400 г. във Франкфурт той фаворизира Рупрехт, пфалцграфа при Рейн. На 21 август 1400 г. Йохан и още трима рейнски курфюрстове избират Рупрехт за крал.
След четири години Йохан става противник на крал Рупрехт, понеже не му се подчинява. През 1405 г. той организира т. нар. „Марбахски съюз“ с графовете Еберхард III фон Вюртемберг, маркграф Бернхард I фон Баден и 17 швабски града против краля. Той се съюзява дори с грабежния рицарски съюз „Цум Лухс“ и Франция.
През 1410 година, след смъртта на крал Рупрехт, тронът на римско-германски крал се оказва вакантен. В това време Йобст Моравски управлява курфюрство Бранденбург и така е един от курфюрстите, имащи право на глас при изборите за германски крал. Само че самият Сигизмунд претендира за това право и назначава Фридрих Брандербургски за свой представител от курфюрство Бранденбург на изборите за крал на 20 септември 1410 година.
Изборът на нов крал се усложнява от факта, че крал Вацлав Люксембург живее в Бохемия и църковният разкол продължава в Европа. И ако думите на курфюрста на Кьолн, който заявява, че изборът на римски крал не е необходим, тъй като Вацлав продължава да бъде римски крал, лесно се игнорират, то разколът създава много проблеми. Йохан II фон Насау, архиепископ на Майнц и Фридрих III фон Сарверден, архиепископ на Кьолн, които подкрепят папа Александър V от Пиза, привличат на своя страна Адолф, херцог на Берг, Стефан Баварски и Фридрих, маркграф на Майсен и ландграф на Тюрингия.
Архиепископ Вернер от Трир, който подкрепя папа Григорий XII, има по-малко привърженици. Сред тях обаче са синът на починалия крал Рупрехт – курфюрст Лудвиг и неговият братовчед Фридрих, бургграф на Нюрнберг. Фридрих Хохенцолерн изплаща дълговете на Сигизмунд и убеждава Вернер от Трир и Лудвиг Пфалц да преминат на страната на Сигизмунд .
На 1 септември 1410 г. във Франкфурт се състои среща на избирателите. Бургграф Фридрих, пристига с голяма свита като „представител на избирателя на Бранденбург“ и планира да влезе в града заедно с 200 конници (което според „Златната була“ е разрешено само на избирателите). Но той е приет в града само като „посланик на краля на Унгария“.
На 20 септември 1410 г. Вернер от Трир и Лудвиг Пфалц като избиратели, Фридрих Нюрнбергски като представител се появяват пред градската катедрала . Избирателите на Саксония, Майнц и Кьолн отказват да започнат избори до пристигането на „избирателя на Бранденбург“ Йобст . Затова на 20 септември Йохан II фон Насау, курфюрст на Майнц, като архиепископ, забранява откриването на заседаниито в църквата. Тогава Фридрих, заедно със своите съюзници, отиват до гробището в съседство с катедралата и там провъзгласяват избора на Сигизмунд.
Йохан II фон Насау и курфюрстът на Кьолн изразяват своя протест. Те привличат Вацлав на своя страна, който признава Йобст за „курфюрст-избирател от Бранденбург“. Заедно с гласа на Рудолф III от Саксония, Йобст получава 5 гласа и е провъзгласен за германски крал на 1 октомври 1410 г. в градската катедрала .
Въпреки че Сигизмунд е избран по-рано, Йобст Моравски е подкрепен от повечето избиратели. Така в империята се появяват двама римски крале. Нито единият, нито другият обаче проявяват активност до януари 1411 година. На 11 януари 1411 г. Сигизмунд обявява съгласието си да заеме престола. В отговор Йобст започва да събира войски, но умира при подозрителни обстоятелства на 18 януари 1411 година.
През 1411 г. Йохан II фон Насау, макар да е гласувал за Йобст, след се сближава с победителя на изборите Сигизмунд Люксембургски.

## Смърт
Йохан II фон Насау умира на 23 септември 1419 г. в Ашафенбург и е погребан в катедралата на Майнц (Mainzer Dom).